# Liste der Monuments historiques in Clérey
Die Liste der Monuments historiques in Clérey führt die Monuments historiques in der französischen Gemeinde Clérey auf.

## Liste der Immobilien
| Bezeichnung               | Beschreibung           | Standort               | Kennzeichnung | Schutzstatus | Datum | Bild           |
| ------------------------- | ---------------------- | ---------------------- | ------------- | ------------ | ----- | -------------- |
| Kirche St-Pierre-ès-Liens | ab dem 12. Jahrhundert | Rue de l’Église (Lage) | PA00078085    | Inscrit      | 1926  | weitere Bilder |

## Liste der Objekte
| Bezeichnung                          | Beschreibung | Standort                                | Kennzeichnung | Schutzstatus | Datum | Bild |
| ------------------------------------ | --- | --------------------------------------- | ------------- | ------------ | ----- | ---- |
| Skulptur Heiliger Sebastian          | Kalkstein, farbig gefasst, 16. Jahrhundert                                                                        | in der Kirche St-Pierre-ès-Liens (Lage) | PM10000601    | Classé       | 1909  |      |
| Kruzifix                             | Holz, farbig gefasst, 16. Jahrhundert                                                                             | in der Kirche St-Pierre-ès-Liens (Lage) | PM10000602    | Classé       | 1909  |      |
| Skulptur Madonna mit Kind            | Eichenholz, 15. Jahrhundert                                                                                       | in der Kirche St-Pierre-ès-Liens (Lage) | PM10000605    | Classé       | 1971  |      |
| Skulptur Maria                       | Kalkstein, farbig gefasst, um 1600                                                                                | in der Kirche St-Pierre-ès-Liens (Lage) | PM10000603    | Classé       | 1913  |      |
| Christi-Geburt-Retabel               | Holz, farbig gefasst und vergoldet, Ende des 15. Jahrhunderts; vermutliche eine Antwerpener Arbeit                | in der Kirche St-Pierre-ès-Liens (Lage) | PM10000600    | Classé       | 1894  |      |
| Deckengemälde der Marienkapelle      | Ölfarbe auf Holz, 17. Jahrhundert; mit Darstellung der Evangelisten und der Rosenkranzmadonna, umgeben von Engeln | in der Kirche St-Pierre-ès-Liens (Lage) | PM10000604    | Classé       | 1971  |      |
| Skulptur Heilige Sabina              | Kalkstein, farbig gefasst, 16. Jahrhundert                                                                        | in der Kirche St-Pierre-ès-Liens (Lage) | PM10003106    | Classé       | 1913  |      |
| Skulptur Heiliger Antonius           | Kalkstein, farbig gefasst, 16. Jahrhundert                                                                        | in der Kirche St-Pierre-ès-Liens (Lage) | PM10003107    | Classé       | 1913  |      |
| Skulptur Petrus                      | Kalkstein, farbig gefasst, 15. oder 16. Jahrhundert                                                               | in der Kirche St-Pierre-ès-Liens (Lage) | PM10003103    | Classé       | 1909  |      |
| Skulptur Heiliger Jakobus der Ältere | Kalkstein, farbig gefasst, 16. Jahrhundert                                                                        | in der Kirche St-Pierre-ès-Liens (Lage) | PM10003104    | Classé       | 1909  |      |
| Skulptur Johannes der Täufer         | Kalkstein, farbig gefasst, 16. Jahrhundert                                                                        | in der Kirche St-Pierre-ès-Liens (Lage) | PM10003105    | Classé       | 1909  |      |
| Skulptur Heiliger Dionysius          | Eichenholz, farbig gefasst, 16. Jahrhundert                                                                       | in der Kirche St-Pierre-ès-Liens (Lage) | PM10003108    | Classé       | 1913  |      |
| Kirchenbänke                         | Eichenholz, 18. oder 19. Jahrhundert                                                                              | in der Kirche St-Pierre-ès-Liens (Lage) | PM10004403    | Inscrit      | 1974  |      |